# Naz Foundation (India) Trust
Le Naz Foundation (India) Trust est une organisation non gouvernementale indienne de lutte contre le Syndrome d'immunodéficience acquise et de promotion de la santé sexuelle, dont le siège est à New Delhi.

## Histoire
L'organisme est créé en 1994 par Anjali Gopalan, qui sera la première militante tamoule à devenir chevalier de la légion d'honneur en 2013.

## Programmes
- Lieux de soins pour les enfants atteints par le VIH[2]
- Soins à domicile pour les familles vivant avec le VIH
- Formations pour les bénévoles et le associations sur le sida, la sexualité, les droits des malades[3]
- Aide à l'éducation pour les filles et adolescentes[4]
- Services pour les MSM et pour la communauté LGBT[2]
- Engagement contre les discriminations et la criminalisation des malades et des LGBT

## Section 377
Naz Foundation (India) Trust est aussi connu pour avoir demandé l'abrogation de la section 377 du code pénal indien, qui criminalise les relations homosexuelles. L'organisation a porté l'affaire devant la justice, auprès de la Haute Cour de Delhi.